# Futebol nos Jogos Olímpicos de Verão de 1936
O torneio de futebol nos Jogos Olímpicos de Verão de 1936 foi realizado em Berlim, na Alemanha entre 7 e 15 de agosto.
Após o jogo entre Áustria e Peru pelas quartas de final, a delegação austríaca pediu o cancelamento da partida devido a invasão de torcedores peruanos em campo logo após o quarto gol da equipe andina, marcado por Villanueva na prorrogação. Analisado o incidente, a FIFA ordenou que uma nova partida fosse realizada, mas a equipe peruana não apareceu ao encontro e a vitória foi concedida a Áustria.

## Masculino
| Ouro | Prata | Bronze |
| Itália Bruno Venturini Alfredo Foni Pietro Rava Giuseppe Baldo Achille Piccini Ugo Locatelli Annibale Frossi Libero Marchini Luigi Scarabello Carlo Biagi Giulio Cappelli Sergio Bertoni Alfonso Negro Francesco Gabriotti | Áustria Eduard Kainberger Ernst Künz Martin Kargl Anton Krenn Karl Wahlmüller Max Hofmeister Walter Werginz Adolf Laudon Klement Steinmetz Josef Kitzmüller Franz Fuchsberger Franz Mandl Karl Kainberger | Noruega Henry Johansen Fredrik Horn Nils Eriksen Frithjof Ulleberg Jørgen Juve Rolf Holmberg Sverre Hansen Magnar Isaksen Alf Martinsen Reidar Kvammen Arne Brustad Øivind Holmsen Odd Frantzen Magdalon Monsen |

### Primeira fase
| 3 de agosto de 1936 | Itália      | 1 - 0 | Estados Unidos |
| 3 de agosto de 1936 | Turquia     | 0 - 4 | Noruega        |
| 4 de agosto de 1936 | Peru        | 7 - 3 | Finlândia      |
| 4 de agosto de 1936 | Japão       | 3 - 2 | Suécia         |
| 5 de agosto de 1936 | Polônia     | 3 - 0 | Hungria        |
| 5 de agosto de 1936 | Áustria     | 3 - 1 | Egito          |
| 6 de agosto de 1936 | Alemanha    | 9 - 0 | Luxemburgo     |
| 6 de agosto de 1936 | Reino Unido | 2 - 0 | China          |

### Quartas de final
| 7 de agosto de 1936 12:00 | Itália                       | 8–0 | Japão | Mommsen Stadion, Berlim |
|                           | Frossi (3) Biagi (4) Capelli |     |       |                         |

| 7 de agosto de 1936 13:00 | Alemanha | 0–2 | Noruega         | Poststadion, Berlim |
|                           |          |     | Isaksen Isaksen |                     |

| 8 de agosto de 1936 12:00 | Polónia             | 5–4 | Reino Unido            | Poststadion, Berlim |
|                           | Wodarz (3) God Piec |     | Joy (2) Shearer Fulton |                     |

| 8 de agosto de 1936 13:00 | Peru                                                        | 4–2 (pro) | Áustria                   | Hertha Platz, Berlim |
|                           | Alcade 75' Villanueva 81' T. Fernandez 116' Villanueva 119' |           | Werginz 22' Steinmetz 36' |                      |

### Semifinal
| 10 de agosto de 1936 12:00 | Itália       | 2–1 (pro) | Noruega | Olympiastadion, Berlim |
|                            | Negro Frossi |           | Brustad |                        |

| 11 de agosto de 1936 12:00 | Polónia | 1–3 | Áustria                    | Olympiastadion, Berlim |
|                            | God     |     | Laudon K. Kainberger Mandl |                        |

### Disputa pelo bronze
| 13 de agosto de 1936 12:00 | Noruega     | 3–2 | Polónia            | Olympiastadion, Berlim |
|                            | Brustad (3) |     | Wodarz Peterek (p) |                        |

### Final
| 15 de agosto de 1936 12:00 | Itália                | 2–1 | Áustria           | Olympiastadion, Berlim |
|                            | Frossi 70' Frossi 92' |     | K. Kainberger 80' |                        |